# Jens Enevoldsen
Jens Enevoldsen (* 23. September 1907 in Kopenhagen; † 23. Mai 1980 ebenda) war ein dänischer Schachspieler.
Die dänische Einzelmeisterschaft konnte er fünfmal gewinnen: 1940, 1943, 1947, 1948 und 1960. Er spielte bei zehn Schacholympiaden:
1933 bis 1939, 1952, 1956, 1958, 1966, 1970 und 1972. Außerdem nahm er 1970 an der Europäischen Mannschaftsmeisterschaft teil.